# Barbus lorteti
Barbus lorteti là một loài cá vây tia thuộc họ Cyprinidae.
Loài này có ở Syria và Thổ Nhĩ Kỳ.
Môi trường sống tự nhiên của chúng là sông ngòi. Tình trạng bảo tồn của nó hiện chưa đủ thông tin.